# Chiến dịch Mặt trời mọc
Chiến dịch Mặt trời mọc là giai đoạn đầu tiên của cuộc phản công tầm xa của Việt Nam Cộng hòa chống lại Mặt trận Dân tộc Giải phóng miền Nam Việt Nam trong Chiến tranh Việt Nam. Khởi đầu cho hình thức Ấp Chiến lược, là một phần của chiến dịch Trái tim và tâm trí. Chiến dịch được Hoa Kỳ triển khai vào từ 3 năm 1962, theo các tài liệu của chính phủ Hoa Kỳ, mục đích của chiến dịch là "quét sạch quân Việt Cộng khỏi các khu vực cách Sài Gòn 40 dặm về phía tây bắc".

## Diễn biến
Bắt đầu với ấp Bến Tượng thuộc xã Lai Uyên huyện Bến Cát tỉnh Bình Dương. Từ lúc 7 giờ 30 phút, sáng ngày 22 tháng 3 năm 1962, Quân lực Việt Nam Cộng hòa tiến hành gom người dân xã Lai Hưng và một phần dân xã Chánh Phú Hòa. Thực hiện nhiệm vụ có 4 đoàn cán bộ với 141 người. Trung đoàn 8 Quân lực Việt Nam Cộng hòa hỗ trợ cuộc gom dân này.
Ngày 26 tháng 3 năm 1962, việc gom dân hoàn tất với 968 dân, gồm 201 gia đình, trong đó có 100 hộ gia đình nông nghiệp, 63 hộ lâm nghiệp, còn lại là công nhân cao su. Lực lượng bảo vệ ấp gồm 2 đại đội bảo an, 1 phân đội thiết giáp. Ngoài ra có 80 công chức, 1 bác sĩ, 8 điều dưỡng viên, 6 xe ủi, 4 xe chứa nước, 82 xe bò, 50 phu công chánh.
Ước tinh khoảng 3.500 người được đưa vào Ấp Chiến lược Bến Tượng. Xung quanh ấp dựng hàng rào tre, sau đó thay cọc sắt và dây kẽm gai, 3 chiến hào bao bọc (kích thước 2,5m x 2m) và ba bờ đê cao đan xen nhau. Dưới hào sâu và trên bờ đê Việt Nam Cộng hòa cho cắm chông và thiết lập các bãi mìn, cùng với hệ thống lô cốt, đài quan sát trang bị súng 12,7 ly, đèn pha. Bên trong ấp có sân bay trực thăng, trại binh, kho vũ khí, kho để lúa gạo của dân. Người dân được chia theo từng khu, từng ô với mức quản lý từ trưởng ô tới từng liên gia. Ấp chiến lược Bến Tượng có diện tích gần 1 km2.
Sau thành công náy Việt Nam Cộng hòa tiếp tục thành lập thêm 5 trại tạm trú di dân. Có 5 nhóm phục vụ: Bảo an, y tế, dinh điền, điền địa, công chánh.. Mỗi người dân được cấp phát 600 gam gạo, kèm theo cá khô, nước mắm và muối. Mỗi gia đình được cung cấp một bộ nông cụ. sau Bến Tượng, Việt Nam Cộng hòa tiến hành quy dân lập ấp ở Đồng Sổ và Bàu Bàng.
Chiến dịch sau đó mở rộng đến các tỉnh Tây Ninh và Phước Tuy. Bất chấp thành công trong việc giảm số lượng Việt Cộng trong khu vực, người dân địa phương vẫn phản đối việc bị đưa ra khỏi đất đai của tổ tiên họ. Với 70 gia đình tự nguyện di dời và 140 gia đình khác bị cưỡng ép di dời. Cơ quan Phát triển Quốc tế Hoa Kỳ đã bồi thường 300.000 USD cho các gia đình phải di dời. Quan điểm của lính Mỹ về các ấp đôi khi rất đồng cảm, với tuyển tập các bài hát của lính Mỹ thời đó của tướng Thomas Bowen.
Các ấp ban đầu của Chương trình Ấp Chiến lược không được phòng thủ tốt, co hơn 50 ấp đã bị Mặt trận Dân tộc Giải phóng miền Nam Việt Nam thâm nhập. Tổng thống miền Nam Việt Nam Ngô Đình Diệm cho tiến hành ném bom các thôn bị nghi ngờ do Việt Cộng kiểm soát. Các cuộc không kích chủ yếu do Không lực Việt Nam Cộng hòa thực hiện với sự hỗ trợ của phi công Mỹ. Xe tăng hạng nhẹ của miền Nam Việt Nam, sau đó tiến vào các thôn để trấn áp bất kỳ phiến quân nào còn sót lại. Mặc dù hàng chục Việt Cộng đã bị giết, nhưng dân só đã giảm do lượng dân thường thương vong. Điều này làm suy giảm sự ủng hộ với Diệm và dẫn đến sự tức giận tăng cao của nông dân đối với chính phủ Hoa Kỳ.